# Galaxy Express 999
«Галактический экспресс 999» (яп. 銀河鉄道999 Гинга Тэцудо: 999) — космическая опера, состоящая из манги Лэйдзи Мацумото и нескольких аниме-адаптаций, основанных на ней. В 1978 году манга получила премию Shogakukan, а снятый по ней аниме-фильм в 1981 получил гран-при журнала «Animage». Согласно опросу, проведённому в 2007 году Агентством по делам культуры, занимает 28-е место среди лучших аниме всех времен.
Хотя цифры «999» в название можно читать по-разному — «Девять-Девять-Девять», «Девять Девяносто Девять» или «Девятьсот Девяносто Девять», — в кадре с названием аниме-сериала над цифрой стоит расшифровывающая приписка «スリーナイン» (сури: найн, и именно так его называют персонажи в оригинальной японской озвучке), что можно перевести, как «три девять» или «три девятки».
Идею про паровозный состав, который летает между звёзд, Мацумото придумал, вдохновивишись сказочной повестью «Ночь на Галактической железной дороге» Кэндзи Миядзавы. Частично имеются отсылки к пьесе «Синяя птица» Мориса Метерлинка и к теории о сравнении человеческого общества с гигантским механизмом, в котором важны даже самые мелкие незначительные детали.

## Сюжет

### Манга
Далёкое будущее (в аниме 2122 год). Человечество колонизировало почти всю галактику, технический прогресс сильно развился. В качестве межпланетного сообщения используются Галактические Железные Дороги, по которым ездят космические поезда — Галактические Экспрессы. Для не желающих состариться и умирать были придуманы механические тела — мехари, — с помощью которых можно было жить вечно. Но эти тела очень дорогие и их могут позволить себе только богачи, так как классового равенства человечеству достичь так и не удалось. В одном из крупных промышленных городов Мегаполисе среди бедных слоёв населения ходят слухи о Галактическом Экспрессе 999, который раз в год ездит по рейсу Земля-Андромеда на планету, где можно бесплатно получить мехатело. Но билеты на этот экспресс очень дорогие. И, более того, известно, что очень много людей в своё время сели на этот поезд, но совсем ничего неизвестно о том, вернулись ли они на нём обратно.
Беспризорник Тэцуро Хосино один из тех, кто желает получить мехатело. Он и его мать собираются перебраться в Мегаполис, где попытаются заработать денег на билеты. По пути мать мальчика гибнет от руки Графа Меха — одного из тех богачей, которые, заменив свои тела на механические, стали смотреть на живых людей как на отбросы общества. Тэцуро удаётся убежать и его подбирает молодая красивая женщина Мэтэл, которая внешне кажется Тэцуро очень похожей на его мать. Она слышала его разговор с матерью о Галактическом Экспрессе и готова бесплатно дать ему билет на поезд, но с одним условием: Тэцуро должен позволить ей сопровождать его. Галактический экспресс 999 оказывается внешне старинным паровозным составом, однако паровоз работает не на пару, а на электронике и управляет им компьютерный мозг, подчиняющийся приказам ГЖД. По пути в Андромеду состав делает на каждой проходящей мимо планете остановку, равную одному местному дню. Во время отлёта с Земли Мэтел произносит двусмысленную фразу: она просит Тэцуро внимательно посмотреть на Землю, потому что когда он увидит её в следующий раз, то будет смотреть на неё совсем другими глазами. За время поездки Тэцуро встречает множество различных людей и мыслящих существ. Заодно, он не раз сталкивается с мехарями, которые, как и он, когда-то, влекомые желанием вечно жить, заменили свои тела на механические и в итоге очень пожалели об этом. Ближе к финалу Тэцуро сам начинает понимать, что механическое тело не сделает его счастливее.
Долгожданной планетой с бесплатными мехателами становится планета Великая Андромеда, расположенная в самом центре Андромеды. К тому моменту Тэцуро испытывает ненависть к мехателу, но считает неблагородным отступать назад после такого длинного пути. Между тем, он уже осознаёт, что жизнь из плоти и крови пусть и коротка, но именно из-за своего короткого срока она заставляет людей чувствовать, мечтать и иметь жизненные цели. На подлёте ему вручают справочник с мехателами для выбора. Так и не решившись его открыть, Тэцуро выбрасывает справочник, из-за чего, согласно правилам, тело будут выбирать за него. Великая Андромеда представляет собой механизированное искусственное многослойное тело. Сойдя с поезда, Тэцуро с ужасом узнаёт, что его будущим мехателом будет... винт. Дистрибъютер поясняет, что таково было распоряжение правительницы планеты Королевы Промесюм: сердце Тэцуро настолько пламенно и отважно, что винт, в который превратят Тэцуро, станет важной деталью для укрепления Горнила — устройства для поддержания жизни Великой Андромеды, которое выбрасывает наружу в космос зарождающийся в недрах газ, выделяющийся из пламени сердец человеческих душ тех, кто приехал на Андромеду за мехателом. Горнило держится на 999 миллионах 999 тысячах 999 таких же винтах, которые все когда-то были людьми с такими же как у Тэцуро сердцами и если один из них вылетит, то баланс давления будет нарушен. В случае отказа Тэцуро Мэтэл будет расстреляна и Тэцуро, ради неё, соглашается на такое мехатело. Его приводят на встречу с Промесюм, от которой он узнаёт, что Мэтэл является её дочерью, с которой она имеет нечто вроде духовной связи и на протяжении их поездки на Экспрессе Промесюм видела и чувствовала всё то же, что и Мэтэл. Однако, Промесюм не знала, что если Мэтэл закроет своё сердце, то даже она не будет знать, что творится в душе у её дочери. Между тем, сама Мэтэл, так и не решившись расстаться с Тэцуро, проворачивает план, по которому Тэцуро остаётся жив, а в Горнило вводят обычный винт. Тэцуро стреляет по этому винту, из-за чего Горнило разваливается, а души вырываются наружу и Мэтэл говорит, что теперь они переродятся в каждом новорождённом человеке. Великая Андромеда вот-вот будет затянута в сердцевину Галактики Андромеды и Мэтэл с Тэцуро спешат обратно на Экспресс, но во время посадки Мэтэл прощается с Тэцуро и говорит, что она всего лишь «фантом, призрак его юности». Она, очевидно, садится на другой поезд, а Тэцуро продолжает поездку на Экспрессе (финальное послесловие так и не раскрывает, куда он едет, и только отмечает, что его путешествие, «с верой в прекрасную конечную станцию в конце избранного им пути», продолжается).

### Сериал
Сериал, в целом, близко следовал манге, зачастую расширяя сюжеты глав до дилогий (вместо «одна серия — одна планета»), однако, ближе к концу начал отдаляться от неё, из-за чего около десятка глав так и не были экранизированы и в свою очередь примерно столько же в сериал было добавлено эпизодов, не основывающихся на манге.
Финальная планета в сериале называется Промесюм и расположена она на краю Чёрной Дыры. Она представляет собой кусок льда, под которым вечным сном спят те, кто отказался от человеческих тел, и населена исключительно мехарями, но все они похожи на богемных спившихся и мающихся от безделья алкоголиков, потому что, получив вечную жизнь, потеряли интерес к чему-либо. Случайно Тэцуро становится свидетелем того, как один из мехарей совершает суицид, бросившись с крыши на землю, потому что не выдержал возможности «жить вечно». Другие мехари целиком игнорируют это действие, а умирающий мехарь, узнав, что Тэцуро приехал на экспрессе 999, раскрывает ему правду про Мэтэл и Промесюм, которая хочет распространить вечную жизнь путём механизации всего живого по всей Вселенной. Для этого люди, которые получают здесь мехатела, должны кое-чем всё же расплачиваться — они отдают свои сердца для поддержания мощности планеты. Тэцуро окончательно всё понимает и отказывается от мехатела. Королева Промесюм воспринимает это, как оскорбление, и Тэцуро сажают насильно обратно в Экспресс, а в электронный мозг Мехавоза закладывают программу, чтобы тот отправился в Чёрную Дыру.
Одновременно выясняется, что у Мэтэл есть и отец — Доктор Ван, который не разделял взглядов её матери. Его анти-механические взгляды привели к тому, что зрителю он представлен в виде маленького кулона, из которого идёт его голос. Так же не объясняется, как именно, но если бросить этот кулон в сердцевину планеты, то Промесюм погибнет и её засосёт в Чёрную Дыру. Мэтэл, после того, как Тэцуро высказывает ей всё, что думает о её обмане, решает так и сделать (тем более, что выясняется, что Тэцуро должен был стать её последней «поставкой»), но в последний момент у неё не поднимается рука на собственную мать и она отступает, за что попадает в заточение. Однако, Мэтэл сбегает оттуда и отключает дистанционно программу Мехавоза. К тому моменту Тэцуро уже берёт управление Мехавоза на себя и возвращается на Промесюм за Мэйтел. И хотя Королева Промесюм встаёт у них на пути кулон с Доктором Ваном всё же брошен в сердце планеты. Промесюм погибает первой. Когда всё начинает рушиться, Мэтэл и Тэцуро бегут к Экспрессу и Мэтэл обращает внимание Тэцуро, что местное население планеты только стонет о помощи, но не делает никаких попыток спастись, потому что, получив вечную жизнь, они потеряли какой-либо страх и опасение смерти, а соответственно и желание сопротивляться ей. Они успевают вовремя улететь с планеты, а сама Промесюм затягивается в Чёрную Дыру и взрывается.
Галактический Экспресс возвращается на предыдущую остановку на планете Комори. Тэцуро полон желания вернуться обратно на Землю, чтобы прилагать там все усилия к её новому будущему. Мэтэл этому очень рада, после чего уходит куда-то якобы по делам. Тэцуро остаётся ждать её в поезде и находит там её письмо, из которого узнаёт, что это день их расставания. Мэтэл закончила свою миссию по сопровождению Тэцуро в его будущее и теперь тайком от него садится на стоящий на соседней ветке Экспресс 777, чтобы там сопровождать другого мальчика в его будущее. Сюжет не раскрывает, является ли это намёком на то, что Мехаимперия Промесюм существует где-то ещё, или же тот мальчик едет вовсе не за мехателом, а с другой целью. Сериал заканчивается тем, что оба Экспресса взлетают в небо и разлетаются в разные стороны.

#### Спецвыпуски
Во время трансляции аниме-сериала было выпущено три спецвыпуска, представляющие собой ремейки некоторых серий. По сути, это были те же видеоряды из сериала, но на этот раз дополненные множеством дополнительных сцен, которых не было в оригинальных сериях, из-за чего продолжительность этих спецвыпусков превышала формат обычной серии.   
- «Галактический экспресс 999: Ты можешь жить, как воин?!!» (яп. 銀河鉄道999 君は戦士のように生きられるか!! Гинга Тэцудо: 999: Кими ва Сэнси но ё: ни Ики Рарэру Ка!!) — ремейк 12 и 13 эпизодов «Хранитель камней» (яп. 化石の戦士 Касэки но Сэнси), транслировался в промежутке между 48-й и 49-й сериями (11 октября 1979).
- «Галактический экспресс 999: Вечная странница Эмиральдас» (яп. 銀河鉄道999 永遠の旅人エメラルダス Гинга Тэцудо: 999: Эиэн но Табибито Эмэрарудасу) — ремейк 22 эпизода «Пиратский корабль, Квин Эмеральдас» (яп. 海賊船クイーン·エメラルダス Каидзокусэн Куи:н Эмэрарудасу), транслировался в промежутке между 71-й и 72-й сериями (3 апреля 1980).
- «Галактический экспресс 999: Ты можешь любить, как мать?!!» (яп. 銀河鉄道999 君は母のように愛せるか!! Гинга Тэцудо: 999: Кими ва Хаха но ё: ни Айсэру Ка!!) — ремейк 51 и 52 эпизодов «Артемис из Прозрачного Моря» (яп. 透明海のアルテミス То:мэи уми но Артэмису), транслировался в промежутке между 89-90 сериями (2 октября 1980).
- «Галактический экспресс 999: Стеклянная Клэр» (яп. 銀河鉄道999 ガラスのクレア Гинга Тэцудо: 999: Гарасу но Курэа) — короткометражный ремейк 3 эпизода «Спящие воины Титана» (яп. タイタンの眠れる戦士 Таитан но Нэмурэру Сэнси). Данная короткометражка была создана для кинофестиваля «Toei Manga», её премьера состоялась 15 марта 1980 года. Хотя она не имеет отношения к предыдущим трём спецвыпускам, в Японии она была издана вместе с ними на одном DVD.

### Киноверсия
Сюжет в большинстве полностью альтернативен и сжат вдвое. Путешествие Тэцуро занимает всего четыре планеты (в оригинальном сюжете их около сотни). Тем не менее, в сюжете появляются многие популярные персонажи из манги и сериала. Финальной остановкой на этот раз становится планета под названием Мэтэл. В отличие от сериала Мэтэл, как и Великая Андромеда, тоже является искусственной планетой, но представляет собой множество пластин, скреплённых маленькими болтиками. Вот в такой болтик и собираются превратить Тэцуро вместо механического тела (сюжет на этот раз подразумевает, что заманенных на планету превращают в детали, которые скрепляют внутренности планеты, а тех, у кого, как у Тэцуро, чистые сердца, используют в самых важных механизмах планеты). Как и в сериале, кулон отца Мэйтел падает в сердцевину планеты и та, вместе с Королевой Промесюм, уничтожается. Далее Мэтэл на Экспрессе отвозит Тэцуро обратно на Землю, где, после прощального поцелуя, садится обратно в поезд и уезжает.
Эта версия интересна двумя особенностями: Тэцуро по возрасту старше, чем в сериале и манге, а сама премьера состоялась ещё до того, как сам сериал и манга были закончены (премьера состоялась в промежутке между 42-м и 43-м эпизодами).
Лейтмотивом киноверсии является одноимённая (песня так и называется «Галактический экспресс 999», но её название произносится по-английски «Галакси Экспресс Фри Найн») песня группы «Godiego» (песня была записана на японском и на английском).

### Конечная Станция Андромеда
«Прощай, Галактический экспресс 999: Конечная станция — „Андромеда“» (яп. さよなら銀河鉄道999　アンドロメダ終着駅 Саёнара Гинга Тэцудо: 999: Андоромэда Сю:тякуэки) — сиквел к киноверсии. Действие происходит через три года. Люди на Земле подняли восстание против мехарей, которое превратилось в масштабную войну против Мехаимперии, так как жители других планет тоже взбунтовались против мехарей. Тэцуро участвует в сопротивлении. Неожиданно он получает от посыльного аудио-сообщение, в котором голос Мэтэл просит его немедленно садится на 999-й. Тэцуро пробирается в развалины вокзала и действительно находит там Экспресс с Проводником и мехарём-официанткой Метальменой, которая заменяет Клэр, однако Мэтэл там нет и Проводник не помнит, где она сошла. Выясняется, что Мехавоз следует какому-то неизвестному приказу ГЖД, по которому никто совершенно не знает, где у него будет конечная остановка.
Перед прибытием на спутник Хэви Мэлдер Ла-Мэтэл 999-й чуть не сталкивается с таинственным чёрным составом, который называет себя Поезд-призрак. По прибытии Тэцуро выясняет, что это родная планета Промесюм и Мэтел (манга и сериал подразумевали, что их родная планета Промесюм). Здесь он присоединяется к местным повстанцам, где знакомится с инопланетянином Мяударом. От него он, к своему ужасу, узнаёт, что, по слухам, Мэйтел заняла место её матери. Обследуя окрестности они находят разрушенный замок, где Тэцуро находит два красивых портрета с женщинами, очень похожими Мэтэл и её мать. При посадке на Экспресс неожиданно появляется сама Мэтэл и объясняет Тэцуро, что сообщение было фальшивым: она его не посылала, но кому-то было нужно, чтобы Тэцуро сел на 999-й. После отбытия Экспресс неожиданно сталкивается с космической станцией некого Чёрного Рыцаря Фауста, который требует встречи с Мэтэл и Тэцуро. Встретившись с ними, он неожиданно помещает Тэцуро во временной портал, где тот со стороны наблюдает тот самый вечер, когда его мать была убита (концепция сцены целиком взята из аналогичной сцены в Замке Времени в версии манги и сериала). После возвращения Фауст неожиданно исчезает, а станция начинает рушиться. Мэтэл и Тэцуро спасаются на Экспрессе и прибывают на планету Мозаика, которая является предпоследней остановкой перед планетой Великая Андромеда — столицей Мехаимперии. Здесь Тэцуро находит Поезд-призрак и слышит, как из одного его вагона льётся мелодия, которую он слышал из музыкального кулона Мяудара. Он пытается проникнуть внутрь, но чуть не погибает, когда из недр вагона выдвигается пушка.
Прибыв на Великую Андромеду, Тэцуро вновь сталкивается с Фаустом, а заодно выясняет, что слухи не врали: Мэтэл действительно назначена новой королевой Мехаимперии. Сама же Мэтэл намерена покончить с Мехаимперий и раскрывает Тэцуро ещё один ужасный секрет мехател: с помощью специальных аппаратов из тел живых людей выкачивают жизненную энергию в виде крохотных огоньков, которые затем заключают в крохотные капсулы, которые употребляют, как пилюли, мехари. Тэцуро, взглянув на машину, которая занимается сбором этих самых огоньков, с ужасом и горем находит в груде мёртвых тел Мяудара. Между тем, обнаруживается, что на Великой Андромеде находится разум Промесюм, которую на этот раз так легко не уничтожить. Но тут к Великой Андромеде подлетает некая аномалия под названием Ведьма Серена (нечто аналогичное Чёрное Дыре), питающаяся машинной энергией и поэтому привлечённая Великой Андромедой из-за её гигантских энергетических ресурсов. Пока планета рушится, засасываясь в Ведьму Серену, Галактический Экспресс успевает вовремя взлететь. Тэцуро, орудуя в кабине Мехавоза, случайно сталкивается там с Фаустом и после непродолжительной битвы наносит ему фатальный удар, после чего Фауста (поскольку он на самом деле оказывается мехарём) засасывает Ведьма Серена и показывается, что он на самом деле был отцом Тэцуро (манга и сериал не раскрывают, что случилось с отцом Тэцуро; сюжетно он считается там мёртвым ещё до начала действия). Остатки Великой Андромеды добивают Харлок и Эмеральдас.
Экспресс возвращается на Ла-Мэтэл. Теперь, когда Мехаимперия окончательно пала, повстанцы собираются, чтобы отправиться на Землю и добить там оставшихся Мехарей. Когда Экспресс трогается, Тэцуро обнаруживает, что Мэтэл осталась на платформе, глядя с тоской вслед улетающему Экспрессу. Мысли Мэтэл в этой сцене показывают, что она своего рода призрак уходящей юности Тэцуро, символ его детства, которое теперь закончилось (один из лейтмотивов данного аниме). Тэцуро, смирившись с тем, что Мэтэл потеряна для него, возможно, навсегда, настраивается на возвращение на Землю.

### Вечная Фантазия
«Галактический экспресс 999: Вечная фантазия» (яп. さよなら銀河鉄道999 エターナルファンタジー Гинга Тэцудо: 999: Эта:нура Фантадзи:) — продолжение манги, которую Мацумото выпустил в 1996 году. Хотя сама манга описывалась, как именно продолжение первой манги, в её сюжете изображено очень много отсылок к полнометражным аниме. Манга выходила в печатном виде до 1999 года, когда закрылся издававший её журнал «Big Gold», после чего главы стали выходить в сетевой версии журнала «Big Comic».
Спустя год после гибели Великой Андромеды на Земле окончательно погибают все мехари. Одновременно на Земле объявляется некий новый Тёмный Повелитель, который потихоньку внедряет новую политику, благодаря которой люди живут в полном достатке, ни в чём не нуждаясь. Это приводит к тому, что, поскольку у людей гораздо больше потребностей, то, дабы удовлетворить их все, Тёмный Повелитель жертвует земной природой и всего за год на Земле уничтожается весь природный фотосинтез. Сами люди, не знающие теперь себе не в чём отказа, в итоге превращаются в подобных мехарям полноватых бездельников, потерявших интерес к саморазвитию и презирающих в прямом смысле слова природу и всё естественное, из-за чего жители других планет теперь презирают землян. Всего за год все крупные мегаполисы Земли разделяются на два слоя: верхние, в которых живут всем довольные, и нижние, в который ссылают бунтовщиков и противников Правителя (в их числе и Тэцуро). Когда Тэцуро собираются казнить, Галактический Экспресс 999 вместе с Мэтэл таранит здание суда и увозит с собой Тэцуро. Тэцуро, хотя его на Земле теперь ничего не держит, с тяжёлым сердцем соглашается отправиться на Экспрессе в теперь уже бесцельное путешествие, но всё же решает, что кода-нибудь вернётся туда.
Очень скоро он выясняет, что конечная остановка у Экспресса всё же есть: он едет в некую Великую Светоносную галактику Энтернал (Вечность), которая находится в сверхгалактике Ультимэйт (Беспредельность), что в свою очередь расположена в центре самой Вселенной и, по словам Мэтэл, на ней построено всё мироздание. От Мэтэл же Тэцуро узнаёт и то, что Тёмный Повелитель, подобно Мехаимперии, аналогично хочет извести всех живых существ из плоти и крови путём уничтожения фундаментальных принципов существования. Но как только Галактический Экспресс покидает Солнечную Систему, то Тёмный Повелитель решает, что люди, как раса, себя исчерпали, и превращает Солнце в сверхновую — все планеты Солнечной Системы испаряются. Тэцуро убит горем, но всё равно продолжает путешествие. Как и в предыдущем путешествии на каждой встречной планете Экспресс совершает остановку, равную одному местному дню. И как и в прошлом путешествии в этом Тэцуро неоднократно сталкивается с людьми и существами, которые заставляют его задуматься о сущности бытия.
Хотя данная манга издавалась именно  как продолжение оригинальной манги про Андромеду, в её сюжете присутствовали детали из киноверсий, которых не было в манге. В отличие от первой части, вторая выходила урывками. Выпуск прекратился в 2005 году после выхода 51-й главы (в планах Мацумото было 999 глав), оставив историю незавершённой, а в 2023 году умер сам Мацумото. В 2018 году, по случаю 40-летнего юбилея первой манги, в журнале «Champion Red» Юдзуру Симадзаки начал выпуск манги «Galaxy Express 999: Another Story Ultimate Journey», которая является перезапуском «Вечной Фантазии». В отличие от версии Мацумото, версия Симадзаки является продолжением именно киноверсий (в том числе и облик Тэцуро взят именно из киноверсий).
В 1998 году, к 20-летию выхода аниме-сериала, был выпущен одноимённый 40-минутный фильм. Хотя в манге действие происходит спустя год после оригинальной манги, в самом фильме, согласно описанию в официальном релизе, действие происходит спустя год после «Конечная Станция „Андромеда“» (которая в оригинальной манге отсутствует). Тэцуро здесь снова имеет свой оригинальный облик из манги и сериала. Фильм охватывает примерно первые 4 главы и заканчивается открытым финалом.

### Космическая симфония Мэйтел
«Галактический экспресс 999: Космическая симфония Мэйтел» (яп. 宇宙交響詩メーテル ～銀河鉄道999外伝～ Супэ:су Симфони: Мэ:тэру Гинга Тэцудо: Сури: Найн Гайдэн) — аниме-сериал, выпущенный в 2004 году студией Madhouse. Является приквелом серии.

## Персонажи
Тэцуро Хосино (яп. 星野鉄郎 Хосино Тэцуро:) — мальчик, который хочет получить мехатело для того, чтобы жить вечно. С этой целью отправился в путешествие на планету, где ему бесплатно дадут мехатело. Его имя происходит от слов «железо» (яп. 鉄 тэцу) и «звезда» (яп. 星 хоси). В аниме-сериале и манге возраст Тэцуро в районе 8-10 лет, в киноверсии — 12-15 лет и поэтому изменён стиль его изображения (между тем в воспоминаниях Тэцуро он изображён таким, каким изображён в сериале).
Сэйю: Масако Нодзава
Мэйтел (яп. メーテル Мэ:тэру) — красивая женщина с длинными светлыми волосами. Сопровождает Тэцуро в поездке на Андромеду по чьему-то указанию. В киноверсии Тэцуро, увидев Мэйтел первый раз, принимает её за свою мать. В манге и сериале по ходу действия тоже есть эпизоды, когда Тэцуро начинает отождествлять Мэйтел с матерью, замечая привычное ему душевное тепло. В моменты, когда Мэтел показывается зрителям в купальнике, её тело ничем не отличается от человеческого и на планете «Любопытство» Мэтэл утверждает что является человеком. Тем не менее, есть ряд эпизодов, в которых персонажи были глубоко шокированы, увидев её обнажённое тело. В то же время Тэцуро во время путешествия неоднократно встречает людей и существ, которые прекрасно знают, что из себя представляет Мэтэл, но не говорят ему. Кроме того, утверждается что Мэтел не может умереть и на протяжении манги и сериала она полностью восстанавливалась несмотря на смертельные ранения. С чем это связано, не проясняется. Между тем в финале киноверсии она говорит Тэцуро, что фактически является его матерью, а точнее, её тело — это тело матери Тэцуро; когда её прежнее тело старело, его «заменяли» другим (подразумевается, что живым, а не механическим). Затем даётся намёк, что когда Тэцуро видел её на Плутоне плачущей над чьим-то захоронением на ледяном кладбище тех, кто отказался от человеческих тел (этот эпизод присутствует во всех трёх версиях), то плакала она как раз над своим настоящим телом. Финальный отъезд Мэтел вызван тем, что она отправляется на Плутон, чтобы восстановить своё тело, однако продолжение «Прощай Галактический Экспресс» не поясняет, стала ли она человеком. Мэйтел всегда носит чёрное одеяние (за исключением манги, где в первой главе она одета в светлое пальто). В манге и сериале она объясняет чёрный цвет, как знак траура по её друзьям, которых убил мехарь-самозванец, выдающий себя за Капитана Харлока. В киноверсии это траур по предшественникам Тэцуро. С собой Мэтэл носит белый чемодан, в котором хранятся оружие, одежда и прочий дорожный багаж. Также он может быть использован для связи с начальством Мэтэл.
Сэйю: Масако Икэда и Сацуки Юкино («Maetel Legend» и «Space Symphony Maetel»)
Проводник (яп. 車掌 Сясё:) — проводник Галактического экспресса 999. Низкий, слегка полноватый инопланетянин, всегда одетый в синюю форму Галактической Железной Дороги, без которой совершенно невидим, но не поясняется почему. В финале «Терминала Андромеды» он говорит Тэцуро, что у него тоже механическое тело (однако в сериале и манге, когда Экспресс попадает на планету, где живые существа угнетают мехарей, там выясняется, что у него живое тело). Как конкретно выглядит его тело, ни разу не показывается. Он старается строго следовать уставу ГЖД, что не всегда получается. Но иногда он проявляет твёрдый характер, как, например, на планете Яина Сфера, откуда Экспресс улетел, не дождавшись Тэцуро и Мэйтель, потому что управление ГЖД признало остановку там незаконной, но Проводник сумел убедить мехавоз вернуться за ними. В 3-й главе шестого тома манги и в 42-м эпизоде сериала выясняется, что у Проводника в юности была любовь с девушкой Фимель, которая отвергла его из-за того, что он ничего не добился в жизни, но при этом продолжал мечтать. (В сериале сэйю Канэта Кимоцуки, помимо Проводника, озвучил все «Дай… ё коку» — краткие превью в конце серий к последующим эпизодам. Хотя он выступает в них в роли неназванного рассказчика, в некоторых превью он говорит от лица Тэцуро)
Сэйю: Канэта Кимоцуки
Клэр (яп. クレア Курэа) — официантка в вагоне-ресторане экспресса. Её мать хотела, чтобы у её дочери было самое красивое мехатело. Поэтому мехатело Клэр было сделано из прозрачного стекла и могло светиться в темноте подобно лампочке. Но Клэр разочаровалась в этом теле и хотела иметь живое. Её имя по-французски означает «прозрачный, светлый». Она погибает в третьем эпизоде сериала (и третьей главе манги), когда поезд въезжает в пояс астероидов и некая жизненная энергия проникает в сердце Тэцуро, принимая облик его матери, чтобы выманить из поезда. Тогда Клэр, спасая Тэцуро, обнимает лже-мать и от напряжения взрывается вместе с ней. Позже, когда Тэцуро приходит в себя, он видит, как Проводник выметает осколки тела Клэр в космос. Уже после Тэцуро находит в вагоне забытый осколок и говорит Мэйтель, что тот напоминает ему слезинку, на что Мэйтель отвечает, что этот осколок мог быть частью механического сердца Клэр. В полнометражном фильме 1979 года Клэр погибает только в финале, когда аналогичным способом спасает Тэцуро от Королевы Прометеи. История Клэр также воплотилась в короткометражном ремейке 3-го эпизода «Стеклянная Клэр». В «Вечная Фантазия» Клэр снова работает официанткой в Экспрессе, потому что она воскрешена, но не знает, кем именно.
Сэйю: Тиёко Кавасима, Ёко Асагами (киноверсия и короткометражка), Юко Минагути (Вечная Фантазия)
Граф Меха (яп. 機械伯爵 Кикаи хакусяку) — механоид, убивший мать Тэцуро. После замены тела на механизм граф начал охотиться на людей словно на дичь. Самые достойные трофеи попадают в его коллекцию, а тело матери Тэцуро висит над камином (в манге и полнометражной версии). В манге и сериале Тэцуро расправляется с ним ещё до посадки на Экспресс, в киноверсии Граф выступает вместо самозваного Капитана Харлока в Замке Времени. В остальном появляется только в воспоминаниях Тэцуро.
Сэйю: Хидэкацу Сибата
Антарес (яп. アンタレス Антарэсу) — известный в галактике бандит. В манге и сериале он нападет на Экспресс после Титана. Антарес презирает мехарей, потому что они убили его жену. В его теле находятся множество не взорвавшихся разрывных пуль, которые, как он сам признаёт, когда-нибудь взорвутся. У Антареса множество детей, с которыми он живёт в гигантском доме, плавающем посреди космического пространства. На прощание он даёт Тэцуро совет, чтобы тот всегда «сначала стрелял и только потом задавал вопросы». В полнометражной версии у Антареса есть целая банда и живёт он на Титане вместе с сиротами, чьи родители были убиты Графом Меха. Позже он присоединяется к Тэцуро в Замке Времени и погибает, когда под выстрелами Графа застрявшие в его теле пули взрываются.
Сэйю: Масао Иниманиси
Капитан Харлок (яп. キャプテン・ハーロック Кяпутэн Ха:рокку) (Макио Иноуэ), Королева Эмеральдас (яп. クィーン・エメラルダス Куи:н Эмэрарудасу) (Рэйко Тадзима) и Тотиро Ояма (яп. 大山トチロー О:яма Тотиро:) (Кэй Томияма) — камео-персонажи из другой манги Мацумото «Космический Пират Капитан Харлок», которая публиковалась одновременно с «Галактическим Экспрессом». Эмеральдас и Харлок в манге и сериале появляются только кратко и Тэцуро с ними особо не контактирует, потому что сталкивается с их меха-двойниками. В киноверсиях они играют более решающую роль, когда с помощью своих кораблей добивают Промесюм и Андромеду.
Эмеральдас в сериале посвящён отдельный телеремейк 22-й серии, в которой она появляется. Её отношение к Мэйтель кажется очень необычным, так как Эмеральдас придерживается мнения, что она, будучи обречённой на вечные сражения, хочет встретить врага, который был бы достоин её любви, и Мэйтель становится одним из таких. Между тем, в OVA-сериале «Maetel Legend» выясняется, что Мэйтель и Эмеральдас родные сёстры. Эмеральдас получила своё имя только во вселенной «Галактического Экспресса», во вселенной «Капитана Харлока» её зовут Эмеральда.
Тотиро появляется только в киноверсии, где Тэцуро находит его на планете Хэви Мэлдер и здесь же выясняется, что плащ, космоган и шляпа, которые Тэцуро получил на Титане, когда-то принадлежали Тотиро (по сюжету Тэцуро получает их от его матери, но в манге и сериале этот персонаж говорит, что её сын уже умер). Тотиро при смерти и просит Тэцуро включить подключённый к нему аппарат, который интегрирует разум Тотиро в корабль Харлока «Аркадия». После интеграции Тэцуро хоронит Тотиро, в «Терминале Андромеды» кратко показана его могила. В манга-сиквеле «Вечная фантазия» Мэтэл в одном из эпизодов замечает, что Тэцуро очень похож на Тотиро в молодости. Тотиро присутствует почти во всех мангах Мацумото.

## Список серий
1. Ballad of Departure
2. Red Wind of Mars
3. Resting Warriors on Titan
4. Great Bandit Antares
5. Shadow of the Lost Planet
6. The Comet Library
7. Graveyard of Gravity (Часть 1)
8. Graveyard of Gravity (Часть 2)
9. Trader’s Fork (Часть 1)
10. Trader’s Fork (Часть 2)
11. Naruba, the Planet Without Form
12. The Fossilized Warrior (Часть 1)
13. The Fossilized Warrior (Часть 2)
14. Lala of the Dual Planets
15. Beethoven of the Water Planet
16. Street of Fireflies
17. The Armored Planet
18. Clay Maetel
19. Land of Confession
20. Professional’s Spirit
21. Dry Leaves of a Tombstone
22. Pirate Ship Queen Emeraldas
23. Queen of the Primeval Planet
24. The Dimension Voyaging Planet
25. Steel Angel
26. Song of the Skeleton
27. Monster of the Snow City
28. The Spring Silk Writer
29. The Wine Mountain Continent
30. The Phantom World Filament
31. The Planet of Wild Hair

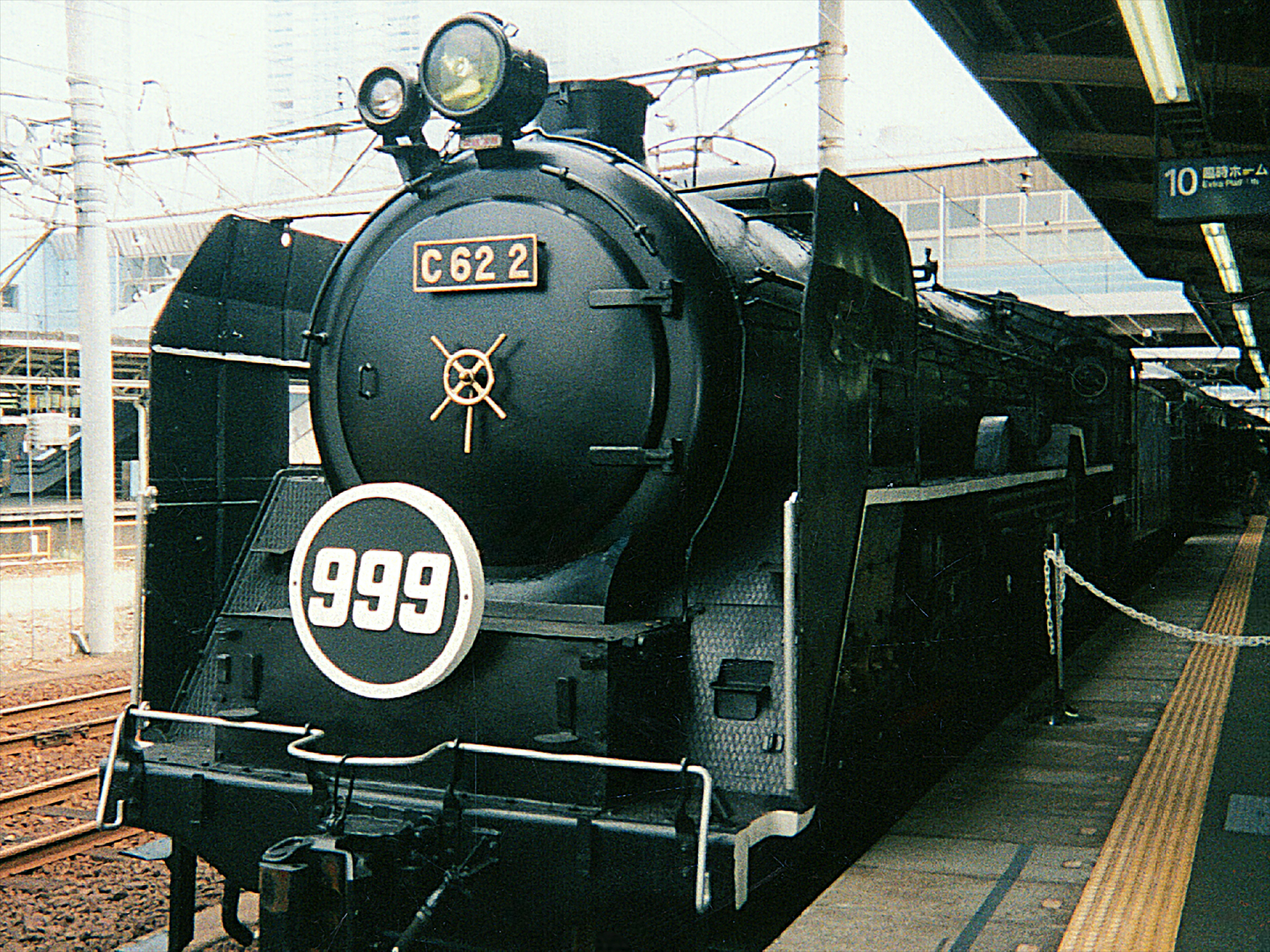
Паровоз C-62

32. Broken Planet in the Time Ceased Dimension
33. Bolt Mountain of Ulatoros
34. Witch of Plated City (Часть 1)
35. Witch of Plated City (Часть 2)
36. Tribe Chief Cyclopros
37. Meekun’s Planet
38. The Coward’s Empire
39. Fog City Planet
40. The Great Sphere House Chieftan (Часть 1)
41. The Great Sphere House Chieftan (Часть 2)
42. Fimail’s Memory
43. Kira of Tempest Hill
44. Witches of Walcule (Часть 1)
45. Witches of Walcule (Часть 2)
46. Singing Voice of El Alamein
47. Forever a Warzone (Часть 1)
48. Forever a Warzone (Часть 2)
49. From this Star
50. Spirit Tunnel
51. Transparant Sea Artemis (Часть 1)
52. Transparant Sea Artemis (Часть 2)
53. Mirror of Tetsuro’s Country
54. Story of the Summer’s End (Часть 1)
55. Story of the Summer’s End (Часть 2)
56. Cold Blooded Empire (Часть 1)
57. Cold Blooded Empire (Часть 2)
58. Sound of Footsteps in Footstep Village
59. Lazy Fellow’s Mirror
60. Illusion of the Big Four and Half Mat Room Planet (Часть 1)
61. Illusion of the Big Four and Half Mat Room Planet (Часть 2)
62. The Street at Night
63. The Yami Yami Sisters
64. Silent, Holy Ground
65. Symphonic Poem from a Witch’s Harp
66. Funeral of Fog Planet
67. Space Monk Dairuz
68. The Star Named Curiosity
69. C62’s Mutiny
70. Heart of Flower Village
71. The Children’s Limbo Pioneer
72. Black Valley Cloud of Africa (Часть 1)
73. Black Valley Cloud of Africa (Часть 2)
74. 1,765,000,000 Man Planet
75. Shine of the Water Country (Часть 1)
76. Shine of the Water Country (Часть 2)
77. The Holy Woman (Часть 1)
78. The Holy Woman (Часть 2)
79. The Pirate’s Time Castle (Часть 1)
80. The Pirate’s Time Castle (Часть 2)
81. The Pirate’s Time Castle (Часть 3)
82. Tale of a Short Life
83. The Third Life
84. Planet of the Giant Elephant
85. Love of the Phantom Planet
86. Wisdom Tooth Planet UFO
87. Coming from Elsa Sea
88. Fate of the Planet Crossroads
89. Ganman Lament
90. Fairy of Andromeda (Часть 1)
91. Fairy of Andromeda (Часть 2)
92. Last Moment in the City at the Bottom of the Sea
93. Insect Planet Keiko
94. Yaryabol’s Small World (Часть 1)
95. Yaryabol’s Small World (Часть 2)
96. Flying Claw (Часть 1)
97. Flying Claw (Часть 2)
98. One Book Left in Space
99. Fourth Dimension Elevator
100. Loose Zone Spector
101. Planet of Eternally Pursued Dreams
102. Planet of the Holy Queen’s Revolt
103. Andromeda Thousand Nights One Night (Часть 1)
104. Andromeda Thousand Nights One Night (Часть 2)
105. Legendary Young Soldier
106. Phantom Station 13
107. Birdman of Kilimanjaro
108. Decay of Macaroni Au Gratin
109. Maetel’s Trip (Часть 1)
110. Maetel’s Trip (Часть 2)
111. Planet Komori
112. Illusion of Youth (Часть 1)
113. Illusion of Youth (Часть 2)